# Isotheciopsis pilifera
Isotheciopsis pilifera là một loài Rêu trong họ Hypnaceae. Loài này được (Broth. & M. Yasuda) Nog. mô tả khoa học đầu tiên năm 1970.